# 權五重
權五重（：／ Gwon O Jung，1971年11月24日—），又譯權伍中，韓國男演員。

## 演出作品

### 電視劇

#### 1990年代
- 1994年：KBS《愛的問候》飾演 元熙東
- 1995年：MBC《TV CITY》
- 1995年：MBC《漢城BLUES》
- 1997年：MBC《昨日(Yesterday)》
- 1997年：KBS《我心中的天使》
- 1997年：SBS《愛你愛你》
- 1997年：MBC《如果相爱》
- 1997年：MBC《Ready Go!》
- 1998年：MBC《三男三女》
- 1998年：SBS《熱血刑警》
- 1998年：SBS《順風婦產科》飾演 權五中
- 1999年：SBS《喜歡喜歡》
- 1999年：KBS《人的家》
- 1999年：SBS《奔向明天》

#### 2000年代
- 2000年：SBS《好男好女》
- 2003年：MBC《茶母》
- 2003年：KBS《Hello! BalBari》
- 2004年：SBS《小島老師》飾演 朴光基
- 2004年：MBC《天生緣分》飾演 黃宗赫
- 2005年：MBC《秘密男女》飾演 崔道慶
- 2008年：SBS《食客》飾演 吳峰州
- 2009年：MBC《過得有滋有味》飾演 卞昌修

#### 2010年代
- 2010年：KBS《自由人李會榮》
- 2011年：MBC《階伯》
- 2011年：SBS《加油！歐巴桑》飾演 高慶世
- 2012年：MBC《阿娘使道傳》飾演 石鐵
- 2013年：MBC《百年的遺產》飾演 嚴基春
- 2013年：MBC《奇皇后》飾演 崔武松
- 2014年：SBS《現代農夫》飾演 人蔘場小偷（特別演出）
- 2016年：KBS《五個孩子》飾演 尹仁哲
- 2017年：SBS《Bravo My Life》飾演 金志福
- 2017年：TV朝鮮《在你背上扣球》飾演 權五重

### 電影
- 1994年：《年輕男子》
- 1998年：《下雪的聖誕節》
- 2003年：《地鐵危機》
- 2003年：《戀戀春熊》
- 2004年：《我们全村都不是人》
- 2005年：《奧羅拉公主》
- 2007年：《八面玲瓏的申小姐》
- 2007年：《金館長對金館長對金館長》
- 2007年：《飛吧，許東球》
- 2008年：《最後的禮物》
- 2008年：《以牙還牙》

### 綜藝節目
- 2013年2月16日、23日 ：MBC《無限挑戰》對決特輯
- 2016年11月25日－未定：SBS《叢林的法則》東帝汶篇第4集－未定